# Desa Katemas (administrativ by i Indonesien, lat -7,24, long 112,39)
Desa Katemas är en administrativ by i Indonesien.   Den ligger i provinsen Jawa Timur, i den västra delen av landet, 600 km öster om huvudstaden Jakarta.